# Жиделев, Ефим Анатольевич
Ефи́м Анато́льевич Жи́делев (род. 18 ноября 1979, Челябинск) — российский кёрлингист, тренер по кёрлингу, спортивный функционер, предприниматель.
Кандидат в мастера спорта России.
Заслуженный тренер России (кёрлинг). Подготовил призёров чемпионатов и Кубков России, чемпионатов и призёров чемпионатов Европы, мира и Паралимпийских игр (по «классическому» кёрлингу и кёрлингу на колясках; среди воспитанников — например, «колясочник» Марат Романов, вице-чемпион Паралимпийских игр, и «классический» кёрлингист Сергей Глухов, чемпион России 2015 среди смешанных пар, входящий в состав сборных России). Главный тренер молодёжных сборных команд России по кёрлингу (2010—2011). Входит в тренерский состав сборных России по кёрлингу.
Один из основателей развития кёрлинга в Челябинской области. Вице-президент (с 2004), затем президент Федерации кёрлинга Челябинской области. С 2014 — президент Федерации кёрлинга Краснодарского края.
Член исполкома и тренерского совета Федерации кёрлинга России.
В качестве технического делегата Федерации кёрлинга России работал на возведении кёрлингового центра «Ледяной куб» в Сочи к зимним Олимпийским играм 2014. С 2013 — генеральный директор кёрлинг-арены «Ледяной куб».
Закончил Уральский государственный университет физической культуры (Челябинск) по специальности «Управление физической культурой»
Начал заниматься кёрлингом в 2004, когда ему и Олегу Пригоренко было поручено подготовить мужскую и женскую кёрлинг-команды школьников Челябинской области к I зимней Спартакиаде учащихся России.

## Достижения
как тренера клубных команд:
- Чемпионат России по кёрлингу среди женщин: золото (2017, 2021, 2023), серебро (2020, 2021).
- Чемпионат России по кёрлингу среди смешанных пар: золото (2015).
- Кубок России по кёрлингу среди смешанных пар: бронза (2009).
- Чемпионат России по кёрлингу среди глухих (сурдлимпийский кёрлинг): золото (2010).[13]

## Команды
| Сезон                                                   | Четвёртый         | Третий               | Второй            | Первый                 | Запасной                                                      | Турниры                               |
| ------------------------------------------------------- | ----------------- | -------------------- | ----------------- | ---------------------- | ------------------------------------------------------------- | ------------------------------------- |
| Кёрлинг среди мужчин                                    |                   |                      |                   |                        |                                                               |                                       |
| 2007—08                                                 | Сергей Бурмистров | Михаил Брусков       | Евгений Жиделев   | Артём Шмаков           | Евгений Полухин М. Колесников                                 | ЧРМ 2008 (13 место; гр. «Б», 5 место) |
| 2008—09                                                 | Михаил Брусков    | Артём Шмаков         | Ефим Жиделев      | Максим Колесников      |                                                               | ЧРМ 2009 (12 место; гр. «Б», 4 место) |
| Кёрлинг среди женщин                                    |                   |                      |                   |                        |                                                               |                                       |
| 2010—11                                                 | Ольга Журавлёва   | Наталья Зайцева      | Оксана Богданова  | Юлия Коваленко         | тренеры: Ефим Жиделев, Марина Согрина                         | ПРЮ-22 2011 (11 место)                |
| 2016—17                                                 | Ольга Жаркова     | Юлия Портунова       | Галина Арсенькина | Юлия Гузиёва           | Людмила Прививкова тренер: Ефим Жиделев                       | ЧРЖ 2017                              |
| Кёрлинг среди смешанных команд (mixed curling)          |                   |                      |                   |                        |                                                               |                                       |
| 2008—09                                                 | Михаил Брусков    | Ольга Журавлёва      | Е. Полухин        | Антонина Редреева      | Д. Ященко Артём Шмаков тренеры: Ефим Жиделев, Олег Пригоренко | КРСК 2008 (9 место)                   |
| 2009—10                                                 | Михаил Брусков    | Ольга Журавлёва      | Артём Шмаков      | Антонина Редреева      | Елена Журавлёва тренеры: Ефим Жиделев, Олег Пригоренко        | КРСК 2009 (8 место)                   |
| Кёрлинг среди смешанных пар (mixed doubles curling)     |                   |                      |                   |                        |                                                               |                                       |
| 2007—08                                                 | Ефим Жиделев      | Екатерина Семендяева |                   |                        |                                                               | ЧРСП 2007 (9 место)                   |
| 2008—09                                                 | Ольга Журавлёва   | Е. Полухин           |                   |                        | Ефим Жиделев тренеры: Ефим Жиделев, Олег Пригоренко           | КРСП 2008 (10 место)                  |
| 2009—10                                                 | Михаил Брусков    | Ольга Журавлёва      |                   |                        | тренеры: Ефим Жиделев, Олег Пригоренко                        | КРСП 2009                             |
| 2011—12                                                 | Ефим Жиделев      | Яна Быковская        |                   |                        |                                                               | ЧРСП 2012 (23 место)                  |
| 2014—15                                                 | Сергей Глухов     | Елена Жучкова        |                   |                        | тренер: Ефим Жиделев                                          | ЧРСП 2015                             |
| Кёрлинг на колясках (wheelchair curling)                |                   |                      |                   |                        |                                                               |                                       |
| 2007—08                                                 | Андрей Смирнов    | Николай Мельников    | Марат Романов     | Оксана Слесаренко      | Олег Макаров тренер: Ефим Жиделев                             | ЧМК 2008 (10 место)                   |
| Кёрлинг среди ветеранов (женщины)                       |                   |                      |                   |                        |                                                               |                                       |
| 2009—10                                                 | Татьяна Зайцева   | Надежда Зяблова      | Любовь Озерова    | Лариса Письменова      | Людмила Мурова тренер: Ефим Жиделев                           | ЧМВ 2010 (8 место)                    |
| Кёрлинг среди глухих (сурдлимпийский кёрлинг) (мужчины) |                   |                      |                   |                        |                                                               |                                       |
| 2009—10                                                 | Олег Дарчиев      | Юрий Макеев          | Сергей Жиров      | Константин Шерстобитов | Александр Пятков тренеры: Ефим Жиделев, Олег Пригоренко       | ЧРГ 2010                              |

(скипы выделены полужирным шрифтом)

## Результаты как тренера национальных сборных
| Год  | Турнир                                          | Сборная                | Место |
| ---- | ----------------------------------------------- | ---------------------- | ----- |
| 2008 | Чемпионат мира по кёрлингу на колясках 2008     | Россия (на колясках)   | 10    |
| 2010 | Чемпионат мира по кёрлингу среди ветеранов 2010 | Россия (ветераны жен.) | 8     |